# Grayson Capps
Grayson Capps, (Opelika (Alabama), 17 april 1967) is een Amerikaanse singer-songwriter.
Ik schrijf liedjes waarin de stem klinkt van dronken profeten die roepen: kijk eens naar ons, wij zijn ook mooi zegt Crayson Capps over zijn werk.
Grayson Capps vormde eind jaren '90 met John Lawrence de kern van de band Stavin'Chain. In 1999 verscheen hun eerste album op het Duitse Ruf Records, dat gedistribueerd werd door PolyGram. Na de fusie van PolyGram met MCA verdween het album uit de handel.
Grayson Capps debuteerde in (2005) onder zijn eigen naam met If you knew my mind. Zes van de liedjes op dat album (Get Back Up, Washboard Lisa, Slidell, I See You, Love Song for Bobby Long en Lorraine's Song) waren eerder te horen in A Love Song for Bobby Long (2004), een film naar de (daarvoor niet gepubliceerde) roman Off Magazine Street van zijn vader Ronald Everett Capps. In de film is Grayson Capps ook te zien terwijl hij enkele nummers uitvoert. Op de soundtrack uit (2005) zijn drie nummers (Washboard Lisa, Love Song for Bobby Long en Lorraine's Song) te horen.
Eén nummer uit de film (Alabama Shuffle) is niet op CD uitgekomen.
Capps’ tweede album, Wail & Ride uit (2006) verscheen nadat hij in (2005) vanwege de orkaan Katrina zijn huis in New Orleans moest verlaten. In het nummer New Orleans waltz steekt hij zijn kritiek op de manier waarop president Bush handelde na de ramp niet onder stoelen of banken.
In (2007) verscheen zijn derde album Songbones. Dit album is in gelimiteerde oplage verschenen en bevat een reeks songs die hij in (2002) samen met Tom Marron op fiddle en mondharmonica in een huiskamersessie na afloop van een optreden opnam. Vier van de tien nummers verschenen niet eerder op de later opgenomen albums, maar de sobere akoestische uitvoering laat de liedjes (volgens Capps) horen in their most naked form for what they are: Songbones.
Op het vierde album Rott 'N' Roll uit 2008 noemt Capps zijn begeleidingsband The Stumpknockers. In feite vormden Tommy MacLuckie (gitaar & tweede stem); Josh Kerin (Bas & tweede stem); en John Milham (drums) ook al op Wail & Ride de kern van de muzikanten. Hoewel opgenomen in een (thuis)studio, moet het album klinken als een live-optreden.
In de winter van 2009 toert Grayson Capps met deze band door Europa en speelt onder andere in de Bosuil in Weert, Paradiso en de Schalm in Westwoud.
Samen met violiste Daron Douglas geeft Capps in mei 2010 een aantal optredens in onder andere Breda, Bergen op Zoom, Utrecht, Westwoud en Amsterdam. Deze sets hebben een ingetogen karakter en doen sterk denken aan de CD Songbones.
Het solo optreden dat Capps in mei 2008 gaf in de kleine zaal van Paradiso, Amsterdam is in zijn geheel op DVD verschenen. De DVD laat Capps in zijn element zien: een kleine zaal, fans die tot zijn plezier duidelijk zijn nummers kennen en zelfs meezingen. Capps wisselt zoals gebruikelijk tijdens zijn optredens zijn songs af met korte verhalen over de achtergrond er van.

## Discografie
- Stavin'Chain (1999)
- A Love Song for Bobby Long (2005)
- If you knew my mind (2005)
- Wail & Ride (2006)
- Songbones (2007)
- Rott 'N' Roll (2008)
- DVD: Live at the Paradiso (2009)
- The Lost Cause Minstrels (2011)

## Optredens in Nederland
- 14 november 2017: Q-Bus (Leiden)
- 13 november 2017: Ad van Meurs presenteert (Meneer Frits, Eindhoven)
- 26 november 2008: Cobblestone (Oldenzaal)
- 31 mei 2008: Naked Song Festival (Eindhoven)
- 29 mei 2008: Transvaria (Den Haag)
- 28 mei 2008: Paradiso (Amsterdam)
- 27 mei 2008: In The Woods (Lage Vuursche)
- 27 mei 2008: Radio 6
- 26 mei 2008: De Schalm (Westwoud)
- 25 mei 2008: huisconcert
- 4 februari 2007: Paradiso (Amsterdam)
- 5 mei 2006: Waerdse Tempel (Heerhugowaard)
- 5 en 6 mei 2006: Moulin Blues 2006 (Ospel)
- 28 april 2006: BinneNach: Singers & Songs 2006 (Den Haag)
- 22 april 2006: Blue Highways 2006 (Utrecht)
- 6 april 2006: Rhythm & Blues Night 2006 (Groningen)
- 14 december 2005: Rotown (Rotterdam)